# Beleusovca, Nistru
Beleusovca sau Pelinești (între 1942-1944) (în ucraineană Білоусівка, transliterat Bilousivka) este un sat reședință de comună în raionul Nistru din regiunea Cernăuți (Ucraina). Are 3,057 locuitori, preponderent ucraineni. 
Satul este situat la o altitudine de 264 metri, în partea de centru a raionului Nistru.

## Istorie
Localitatea Beleusovca a făcut parte încă de la înființare din Ținutul Hotinului a regiunii istorice Basarabia a Principatului Moldovei, numindu-se inițial Hilișăuca sau Biliusâfca. Prima atestare documentară a satului provine din anul 1447. După 1711, a fost ocupată de turci, devenind parte din raiaua Hotinului a Imperiului Otoman. În anul 1770 a fost construită aici o biserică de lemn . 
Prin Tratatul de pace de la București, semnat pe 16/28 mai 1812, între Imperiul Rus și Imperiul Otoman, la încheierea războiului ruso-turc din 1806 – 1812, Rusia a ocupat teritoriul de est al Moldovei dintre Prut și Nistru, pe care l-a alăturat Ținutului Hotin și Basarabiei/Bugeacului luate de la Turci, denumind ansamblul Basarabia (în 1813) și transformându-l într-o gubernie împărțită în zece ținuturi (Hotin, Soroca, Bălți, Orhei, Lăpușna, Tighina, Cahul, Bolgrad, Chilia și Cetatea Albă, capitala guberniei fiind stabilită la Chișinău). 
La începutul secolului al XIX-lea, conform recensământului efectuat de către autoritățile țariste în anul 1817, satul Beleusovca făcea parte din Ocolul Nistrului de jos a Ținutului Hotin . 
După Unirea Basarabiei cu România la 27 martie 1918, satul Beleusovca a făcut parte din componența României, în Plasa Secureni a județului Hotin. Pe atunci, majoritatea populației era formată din ucraineni. 
Ca urmare a Pactului Ribbentrop-Molotov (1939), Basarabia, Bucovina de Nord și Ținutul Herța au fost anexate de către URSS la 28 iunie 1940. După ce Basarabia a fost ocupată de sovietici, Stalin a dezmembrat-o în trei părți. Astfel, la 2 august 1940, a fost înființată RSS Moldovenească, iar părțile de sud (județele românești Cetatea Albă și Ismail) și de nord (județul Hotin) ale Basarabiei, precum și nordul Bucovinei și Ținutul Herța au fost alipite RSS Ucrainene. La 7 august 1940, a fost creată regiunea Cernăuți, prin alipirea părții de nord a Bucovinei cu Ținutul Herța și cu cea mai mare parte a județului Hotin din Basarabia .
În perioada 1941-1944, toate teritoriile anexate anterior de URSS au reintrat în componența României. Apoi, cele trei teritorii au fost reocupate de către URSS în anul 1944 și integrate în componența RSS Ucrainene, conform organizării teritoriale făcute de Stalin după anexarea din 1940, când Basarabia a fost ruptă în trei părți.
Începând din anul 1991, satul Beleusovca face parte din raionul Secureni al regiunii Cernăuți din cadrul Ucrainei independente. Conform recensământului din 1989, în localitate locuiau 412 ruși (13,36%), iar numărul locuitorilor care s-au declarat români plus moldoveni era de 48 (13+35), reprezentând 1,56% din populație . În prezent, satul are 3.057 locuitori, preponderent ucraineni.

## Demografie
Componența lingvistică a comunei Beleusovca
     Ucraineană (88,19%)
     Rusă (10,93%)
     Alte limbi (0,82%)
Conform recensământului din 2001, majoritatea populației comunei Beleusovca era vorbitoare de ucraineană (88,19%), existând în minoritate și vorbitori de rusă (10,93%).
1930: 2.901 (recensământ)
1989: 3.083 (recensământ)
2007: 3.057 (estimare)

## Obiective turistice
- Biserica de lemn cu hramul "Sf. Dimitrie" - construită în 1770 (sau după alte date, în 1794); are și o clopotniță de lemn din secolul al XIX-lea [9] [10] [11]
- Biserica veche din Beleusovca - construită din cărămidă în 1819 în partea de nord a satului și renovată în 1971 și 1986; are o clopotniță de lemn deasupra pridvorului [12]
- Monumentul eroilor locali căzuți în Marele Război pentru Apărarea Patriei - construit în 1967 în memoria celor peste 200 de săteni morți pe front.
- Parcul de mesteceni - amplasat lângă școală; mestecenii au fost plantați în 1976 de către Raisa Zolotar.